# Pauline Nelles
Pauline Carlotta Nelles (* 21. Januar 2002) ist eine deutsche Fußballtorhüterin.

## Karriere

### Vereine
Nelles wechselte im Sommer 2010 vom TuS Pützchen 05, einem im Bonner Stadtteil Beuel beheimateten Mehrspartenverein, in die Jugendabteilung des 1. FC Köln, wo sie zunächst für die B-Juniorinnen in der Bundesliga West/Südwest ihre Punktspiele bestritt. Mit diesen erreichte sie 2018 das Finale um die Deutsche Meisterschaft, das mit 1:4 gegen den VfL Wolfsburg verloren wurde. 2018/19 kam sie noch fünfmal für die B-Juniorinnen zum Einsatz, gehörte daneben aber bereits zum Kader der Frauenmannschaft. Ihr Pflichtspieldebüt gab sie am 9. September 2018 bei der 0:5-Niederlage gegen die TSG 1899 Hoffenheim in der 2. Runde des DFB-Pokals, am 21. Oktober 2018 (6. Spieltag) folgte beim 1:2 im Heimspiel gegen den VfL Wolfsburg II der erste Zweitligaeinsatz. Am Ende der Saison stieg sie mit der Mannschaft als Drittplatzierter hinter den Zweitvertretungen des FC Bayern München und des VfL Wolfsburg in die Bundesliga auf. Dort debütierte sie am 29. September 2019 (5. Spieltag) bei der 0:1-Auswärtsniederlage gegen den 1. FFC Frankfurt.

### Nationalmannschaft
Die Torfrau gab am 26. Mai 2016 beim 1:0-Sieg der U15-Nationalmannschaft gegen Tschechien ihr Debüt im Nationaltrikot. Nach sechs Einsätzen für die U-16-Nationalmannschaft qualifizierte sie sich 2019 mit der U-17-Nationalmannschaft für die Europameisterschaft in Bulgarien. Dort bestritt sie sämtliche fünf Turnierpartien und hatte beim 3:2-Finalerfolg gegen die Niederlande mit vier im Elfmeterschießen gehaltenen Schüssen maßgeblichen Anteil am Titelgewinn der deutschen Mannschaft.

## Erfolge
Nationalmannschaft
- U-17-Europameisterin: 2019

1. FC Köln
- Meister B-Juniorinnen-Bundesliga West/Südwest: 2017, 2018